# Scotts troepiaal
De Scotts troepiaal (Icterus parisorum) is een zangvogel uit de familie Icteridae (troepialen).

## Verspreiding en leefgebied
Deze soort komt voor in de zuidelijk-centrale Verenigde Staten en zuidelijk Mexico.